# Комуналізація
Комуналізація – це процес, направлений на організацію, ефективну діяльність та розвиток громади в усіх суспільних аспектах життєдіяльності громади.
До суспільних аспектів життєдіяльності громади слід віднести такі основні аспекти як економічний, фінансовий, інфраструктурний, охорони здоров’я, освітній, природоохоронний, безпековий, культурний.
Метою комуналізації є забезпечення розвитку та ефективної життєдіяльності громади.